# Desaparición forzada en México

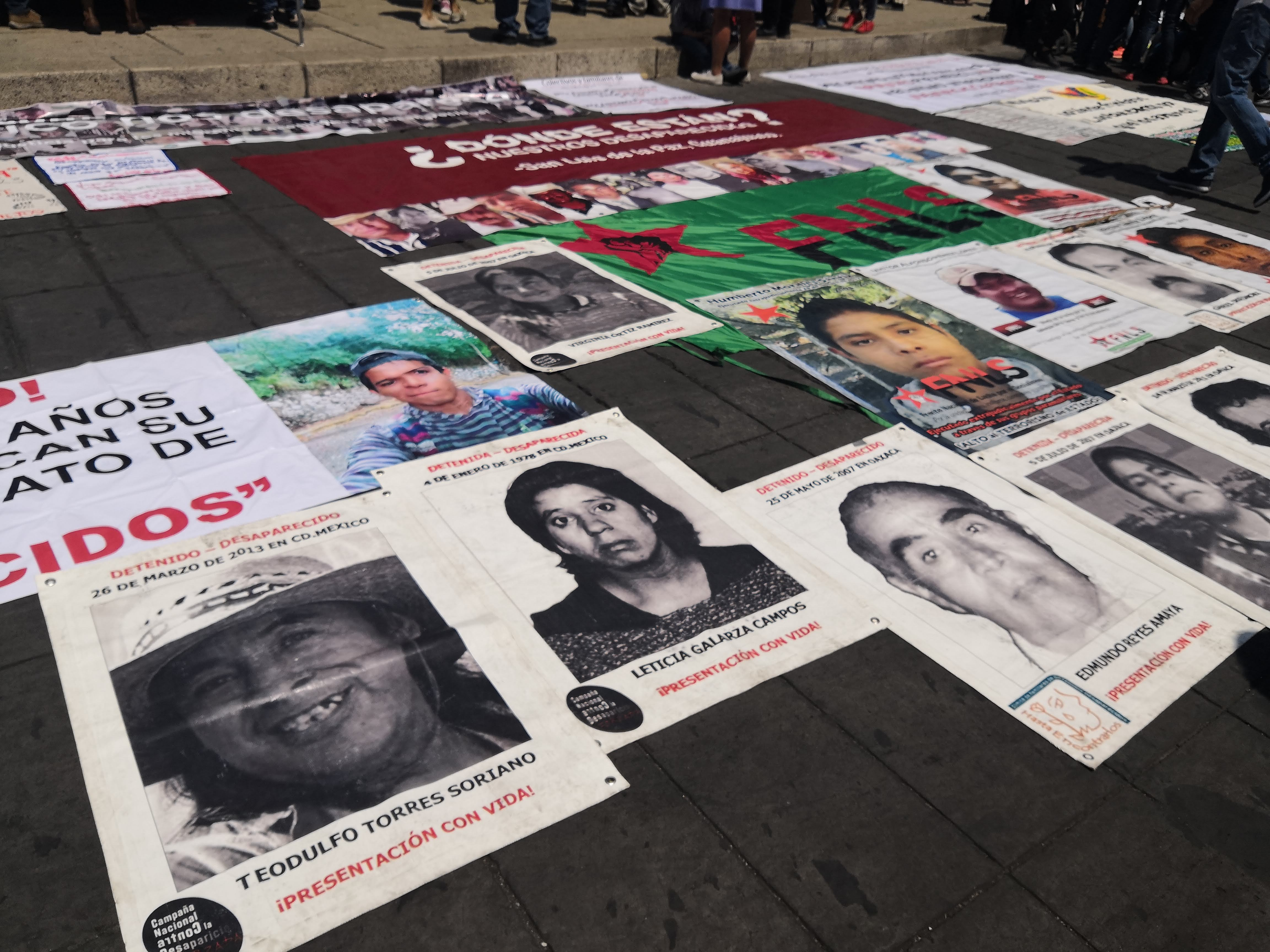
Según cifras oficiales, se tiene registro de 107 760 personas desaparecidas en México entre marzo de 1964 y noviembre de 2022.

La desaparición forzada en México se encuentra documentada desde 1980 por el Grupo de Trabajo sobre Desapariciones Forzadas o Involuntarias de la Organización de las Naciones Unidas, la cual, hasta 2017 enumeraba 560 casos de este tipo de crimen de lesa humanidad en este país norteamericano. El 17 de noviembre de 2017, se promulgó la primera ley mexicana contra desapariciones forzadas.
Hasta noviembre de 2021, se tenía registro de 95 121 personas desaparecidas en el país y al registro de al menos 52 000 cuerpos no identificados. En noviembre de 2021, el gobierno federal reconoció, a través de Alejandro Encinas Rodríguez, subsecretario de Derechos Humanos, Población y Migración de la Secretaría de Gobernación, ante el Comité de las Naciones Unidas contra la Desaparición Forzada, que México vive una crisis humanitaria por las desapariciones forzadas.

## Contexto
El Grupo de Trabajo sobre Desapariciones Forzadas o Involuntarias de Naciones Unidas considera que la desaparición forzada se caracteriza por tres «elementos acumulativos»: «privación de libertad contra la voluntad de la persona interesada», «participación de agentes gubernamentales, al menos indirectamente por aquiescencia» y «negativa de las autoridades a reconocer el acto de privación de libertad o a revelar la suerte o el paradero de la víctima». En este sentido, la «Ley General en Materia de Desaparición Forzada de Personas, Desaparición Cometida por Particulares y del Sistema Nacional de Búsqueda de Personas» establece en su artículo 27 que ese delito lo comete «el servidor público o el particular que, con la autorización, el apoyo o la aquiescencia de un servidor público, prive de la libertad en cualquier forma a una persona, seguida de la abstención o negativa a reconocer dicha privación de la libertad o a proporcionar la información sobre la misma o su suerte, destino o paradero».
La Convención Internacional para la protección de todas las Personas contra las Desapariciones Forzadas, ratificada por México, define a la desaparición forzada como «el arresto, la detención, el secuestro o cualquier otra forma de privación de libertad que sean obra de agentes del Estado o por personas o grupos de personas que actúan con la autorización, el apoyo o la aquiescencia del Estado, seguida de la negativa a reconocer dicha privación de libertad o del ocultamiento de la suerte o el paradero de la persona desaparecida, sustrayéndola a la protección de la ley». Villarreal Martínez (2016) plantea que, según el destino de la víctima, también pueden vulnerarse los derechos a la vida y a no ser sometido a tortura:

Cuando se trata de detenciones, arbitrarias o no, pero que terminan en desaparición, se violan los derechos de la víctima a un juicio imparcial y a las debidas garantías. Cuando se trata de desapariciones perpetradas por agentes no estatales, la impunidad demuestra la falta de cumplimiento del Estado a su compromiso internacional de evitar que terceros obstaculicen a la población el disfrute de los derechos humanos.
Villarreal Martínez (2016)

La desaparición forzada se volvió una categoría de represión política en México a raíz de los sucesos ocurridos en 1968 por la denominada “guerra sucia”, la cual tenía el fin de disolver los movimientos políticos opositores a los ideales del Partido Revolucionario Institucional. Algunas instituciones mencionan que abarca desde el año anteriormente mencionado hasta 1982. La estrategia usada durante la guerra sucia también se relaciona con múltiples momentos históricos, tales como las desapariciones más recientes de activistas que son fundadores de organizaciones y movimientos sociales.
Según Rosas Villicaña (2020), el académico Juan Carlos Gutiérrez ha propuesto cuatro perfiles de personas desaparecidas en México: «Las mujeres desaparecidas y los feminicidios que obedecen a un patrón sistemático de discriminación estructural», «Los migrantes desaparecidos, que se enlaza con la colusión y corrupción», «Las desapariciones forzadas por parte del Estado» y «Las desapariciones realizadas por el crimen organizado».

### Desapariciones forzadas por parte del Estado
Rodríguez Fuentes (2017) sostiene que la desaparición «como una política sistemática y generalizada de represión estatal se inició en Guerrero, cuando el gobierno dominado por el Partido Revolucionario Institucional perseguía a los opositores de izquierda del Partido de los Pobres». En este sentido, «la primera desaparición forzada de la que se tiene registro es la de Epifanio Avilés Rojas quien fue detenido por autoridades militares el 19 de mayo de 1969 en Coyuca de Catalán, en el Estado de Guerrero». En su Informe histórico a la sociedad mexicana de 2006, la Fiscalía Especial para Movimientos Sociales y Políticos del Pasado planteó 797 casos reportados como detenidos desaparecidos, de los que 436 «se consideró plenamente acreditada la desaparición forzada» y describía el modus operandi del Estado mexicano:

La primera forma de operar era por medio de la detención de los sospechosos de ser militantes, después de su participación en algún asalto o durante el mismo, o bien en un enfrentamiento con las fuerzas de seguridad pública, o por errores de los militantes, como ir a casas de seguridad ya previamente localizadas y resguardadas por la policía. Se trasladaba al detenido a los sitios clandestinos de 'interrogatorio'; si el detenido no era de un nivel importante -para los cuerpos policíacos- podía ser presentado ante las autoridades judiciales, pero si éste tenía un grado de responsabilidad o la información para llegar a los niveles superiores, permanecía detenido ilegalmente por tiempo indefinido. La segunda forma de operar era ubicar las zonas de operación, reunión e influencia de los militantes para tenderles cercos con la finalidad de lograr su detención, así como del análisis de los hábitos y patrón de comportamiento de los militantes [...] La tercera forma fue montar vigilancia en los lugares que habían ubicado, donde regularmente distribuían su propaganda los grupos armados para cercar y detener los comandos de distribución.
Apartado temático Crímenes de lesa humanidad. 8.2 Desaparición forzada del Informe histórico a la sociedad mexicana.

A partir de la década de 1970, durante el gobierno de Luis Echeverría Álvarez, se estableció la desaparición forzada como práctica del Estado contra los opositores para lo que hizo uso del «aparato de Seguridad Nacional, como el Ejército y la Dirección Federal de Seguridad, las policías, desde la municipal a la judicial federal». Tales elementos «crearon un circuito para espiar, perseguir, torturar y desaparecer a miembros de movimientos sociales y guerrillas, sin ningún juicio de por medio y sin explicación para sus familias». Dutrénit-Bielous y Ramírez-Rivera (2020) sostienen que, a partir de informes y testimonios, se ha podido demostrar la existencia de cárceles clandestinas: «uno de los componentes de la estrategia represiva en México, aquel que constituía un lugar de ocultamiento y tortura, de desaparición transitoria o definitiva del detenido». Entre ellas enlistan instalaciones de la Dirección Federal de Seguridad (DFS) en las colonias Tabacalera y Roma de la Cuauhtémoc, el Campo Militar Número 1 —Ciudad de México—, la Base Aérea Militar N.º 1 de Santa Lucía —Estado de México—, el Cuartel General de la 27ᵃ Zona Militar en Atoyac de Álvarez —Estado de Guerrero—, entre otros.
Por su parte, la Comisión Nacional de los Derechos Humanos (CNDH) planteó, en su Informe sobre la violencia Política de Estado en México de junio de 2021, que hay registro que, desde la década de 1950, se empleó el Campo Militar Número 1 «como lugar de desaparición forzada de disidentes y de los cuerpos de aquellos ejecutados extrajudicialmente».

### La desaparición forzada como mecanismo
La desaparición forzada se usa como mecanismo de control social, imponiendo terror e incertidumbre en las personas ante las posibles acciones que se puedan ejercer contra la misma persona o algún conocido que haya desaparecido. Además, se asocia con el extractivismo, ya que el Estado mexicano lo emplea para desplazar población en oposición ante los proyectos extractivos en un cierto lugar. La desaparición forzada masiva genera un desplazamiento forzado en búsqueda de un sitio con mejores condiciones de seguridad. Las empresas ofrecen compensación al Estado por cederles el territorio para su extracción, por lo tanto se genera violencia para justificar la toma militar del territorio, siendo en realidad una cooperación entre crimen organizado y gobierno para repartirse el territorio y brindar el recurso a las empresas privadas. Algunos ejemplos que mencionar son la Cuenca de Burgos y la Cuenca de Sabines, debido a su riqueza en gas natural, asimismo estados como Guerrero, Michoacán, San Luis Potosí y Sinaloa por su riqueza en minerales. Otro recurso natural que también se ve dentro de la problemática del extractivismo es el agua potable.
Por otro lado, esta justificación de la violencia crea nuevas condiciones, los lugares donde se da la violencia es donde, según Aguiluz-Ibargüen (2012), se espacializa la muerte y con el tiempo, desde la periferia se reconoce esa violencia como algo predominante de la zona. Este panorama recae socialmente en la transformación identitaria, de las prácticas y de la cotidianeidad tanto que estas situaciones comienzan a resultar normales, lo que paulatinamente los va convirtiendo en relatos nacionales y con cierto nivel de aceptación social. Para esto se recurren a procesos de salida de la violencia, o sea, una superación del trauma social ocurrido. Ante esto existe el olvido, donde se reprimen y callan los sucesos y no se da lugar hasta que tiempo después, ante una paz, se puede dar lugar a una narrativa oficial en “los manuales de historia y el relato nacional”. Es en la normalización de la violencia, en la represión y el miedo donde se nota más el grado en que llegan a afectar a la población estas medidas de control:

el miedo se convierte en un instrumento de control político que apunta a contener todas aquellas prácticas que pueden representar una amenaza al orden social a la vez que legitima la respuesta autoritaria del Estado. Las múltiples violencias que sacuden el entorno social mexicano se retroalimentan del miedo y propician su instrumentalización, a la vez que el miedo como dispositivo encuentra una aplicación exitosa gracias al amplio repertorio de las violencias perpetradas contra cuerpos que quedan ahora expuestos, ocultados y condenados a ser perenne incógnita. El miedo sirve para disuadir la denuncia de un delito como la desaparición forzada, sobre todo si se dan en un contexto en donde abunda la desconfianza en las autoridades policiales y en los órganos judiciales: amenazas, represalias y hasta cadenas de nuevas desapariciones pueden recaer sobre quienes llegan a pedir que se investigue.
Morbiato, 2017, p. 152

### Desapariciones por parte del crimen organizado
La delincuencia organizada aparece como una nueva categoría que pretende dar una nueva causa y denominación de la desaparición forzada, sin embargo esta solo da lugar a la confusión y distribuye la culpabilidad de manera parcial entre los responsables. Se crea una estigmatización contra las víctimas donde se les criminaliza y, mediante un discurso, el Estado mexicano crea un enemigo interno (como los carteles de narcotráfico) y se deshace de cualquier responsabilidad y participación en la desaparición forzada.
A partir de la década de 1980, comenzaron a crearse «alianzas entre las corporaciones policíacas y militares con el crimen organizado», que generaron un «especie de servicio de suministro de personas en total impunidad». La desaparición de personas tuvo su incremento durante el sexenio de Felipe Calderón y la declaración de la guerra contra el narcotráfico, «cuya estrategia se enfocó principalmente en detener con la fuerza armada a las personas que lideraban los distintos cárteles de la droga en el país».

### Reconocimiento como crisis humanitaria
En noviembre de 2021, el Estado mexicano reconoció, a través de Alejandro Encinas Rodríguez, subsecretario de Derechos Humanos, Población y Migración de la Secretaría de Gobernación —en el marco del inicio de la visita al país del Comité contra las Desapariciones Forzadas de la Organización de las Naciones Unidas (ONU)—, la situación como una crisis humanitaria y «la herencia más dolorosa» del gobierno mexicano derivada de las guerras sucia y contra el narcotráfico. En este sentido, ya desde febrero de 2013, Human Rights Watch la planteaba como «una de las peores crisis en materia de desapariciones que se hayan producido en América Latina a lo largo de la historia»; nueve años después, la Oficina en México del Alto Comisionado de la ONU para los Derechos Humanos planteó que la «crisis de desaparición que enfrenta México no es comparable con la de otros países», mientras que Encinas también reconoció, en marzo de 2022, una «crisis forense» al acumular «por lo menos más de 50 mil personas no identificadas en las fosas comunes o servicios forenses».

## Fosas clandestinas
Ruiz Reyes (2019) sostiene: «La inhumación de personas en fosas clandestinas en el marco de un contexto de violencia ha formado parte de la historia de nuestro país en distintos episodios, si bien su uso ha respondido a estrategias previsiblemente cambiantes». Por tanto, entre 1968 y 1985 fue una estrategia gubernamental de contrainsurgencia «para eliminar personas consideradas enemigas directas del Estado, sobre todo por su posicionamiento político». Sin embargo, hace la distinción entre la «eliminación absoluta de los cuerpos de las personas previamente detenidas y/o desaparecidas» como mecanismo del Estado en las década de los sesenta, setenta y ochenta para «generar terror» de la «actual la eliminación de los cuerpos de personas previamente desaparecidas [que] va aparejada, de manera paradójica, con una pretensión de hallazgo». En este sentido, añade:

[Es] decir, existe una zona intermedia entre la desaparición total, como sucedía décadas atrás, y la desaparición temporal y parcial, que visibiliza uno o varios cuerpos que han sido violentados de formas distintas con una función pedagógica a través de la cual se logran dos objetivos: 1) generar terror y, con ello, ejercer un control; y 2) poner en evidencia la impunidad con la que se puede actuar en México vinculando con esto la poca capacidad y/o disposición del Estado en su conjunto para afrontar y resolver el problema de violencia generalizada en el país.

El concepto “narcofosa” tiene relación en este sentido, pues es donde se relaciona a los cuerpos encontrados con algún grupo del crimen organizado, aunque en realidad no se conocen sus identidades ni sus nexos con este, excluyendo la posible participación de fuerzas estatales o funcionarios públicos y retirando las responsabilidades que estos pudieron haber tenido, y se justifica la respuesta represiva por parte del Estado contra los “enemigos comunes del Estado” o al narcotráfico, al que con estos factores se le atribuyen todos las condiciones de producción de violencia. Los medios de comunicación masiva incentivan este tipo de discurso y lo normalizan entre la población.
De acuerdo con el proyecto A dónde van los desaparecidos, entre 2006 y 2016 se descubrieron 1978 fosas clandestinas o entierros clandestinos para la desaparición de personas en veinticuatro de los 31 estados del país, con lo que se abarcaban uno de cada siete municipios. En esas áreas, las fiscalías recuperaron 2884 cadáveres, 324 cráneos, 217 osamentas, 799 restos óseos y miles de fragmentos de huesos correspondientes a un número indeterminado de individuos. Por su parte, el informe Violencia y Terror: Hallazgos sobre fosas clandestinas en México 2006-2017 de la Dirección General de Formación e Incidencia Ignacianas de la Universidad Iberoamericana, la Comisión Mexicana de Defensa y Promoción de los Derechos Humanos y Artículo 19 planteaba que entre 2009 y 2014 se encontraron 390 fosas clandestinas con 1418 cuerpos y 5786 restos en 23 estados, con Guerrero a la cabeza (59). Mientras que, entre 2015 y 2016, fueron 207 fosas con 366 cuerpos y 39 604 restos o fragmentos —considerando los reportes de la prensa, las cifras se elevan a 239 fosas, 412 cuerpos de personas y 47 004 restos—, la mayoría en Veracruz de Ignacio de la Llave (123).

## Legislación
Según Robledo (2016), algunos de los criterios principales para este delito son «1) el sujeto que comete el delito, 2) los derechos violados y 3) los elementos del contexto que cuentan para definirlo como un crimen de lesa humanidad y como una violación a los derechos humanos.»Sin embargo, estos criterios no son suficientes para la consideración del delito como desaparición forzada, ya que pueden llegar a categorizarse como privación de la libertad, secuestro, entre otros tipos de crimen, por lo que en México no se cuenta con cifras confiables para saber cuántas desapariciones forzadas se han perpetrado ni con un tratamiento debido a la problemática en la investigación penal.
La Ley General en Materia de Desaparición Forzada de Personas, Desaparición Cometida por Particulares y del Sistema Nacional de Búsqueda de Personas se publicó en el Diario Oficial de la Federación el 17 de noviembre de 2017 y entró en vigor en enero de 2018.

## Colectivos
De acuerdo con Villarreal Martínez (2016), los colectivos —entre ellos los conformados por familiares de personas desaparecidas— «han hecho visible el problema de la desaparición de personas en las entidades donde despliegan sus acciones». El autor destaca al Movimiento por la Paz con Justicia y Dignidad y sus caravanas llevadas a cabo en 2011 como elementos sustanciales para la «ubicación del asunto en la agenda nacional». No obstante, Palacios y Maroño (2021) señalan que la «incipiente denuncia pública» de los crímenes cometidos durante la guerra sucia abrió la «posibilidad de organizarse» y la conformación, a partir de la década de 1970, de movimientos en los que las mujeres tuvieron un papel preponderante. Citan como ejemplo el Comité Pro-Defensa de Presos Perseguidos, Desaparecidos y Exiliados Políticos de México —conocido como el Comité ¡Eureka!—, cuyo lema «Porque vivos se los llevaron, vivos los queremos» se convirtió en una consigna en la búsqueda de personas desaparecidas.
En México también podemos encontrar movimientos como el de la Caravana de Madres Centroamericanas, las cuales viajan desde sus respectivos países en busca de sus familiares o conocidos desaparecidos, siguiendo la ruta que generalmente siguen las caravanas migrantes rumbo a México para cruzar la frontera norte con Estados Unidos persiguiendo mejores condiciones de vida. Este movimiento ha sido uno de los muchos que se han levantado ante la impunidad que el gobierno permite sobre la desaparición forzada, lo que ha dado lugar que se cuestionen las prácticas gubernamentales y se investigue el tema desde diferentes puntos de vista.
Con respecto al «protagonismo de las mujeres en la búsqueda de personas desaparecidas» —fenómeno igualmente visto en otros países de América Latina—, Ruiz Segovia y Jasso (2020) lo hipotetizan como una extensión del trabajo de cuidados, un «trabajo no remunerado dirigido hacia personas cuyo bienestar depende de otros» que en el caso de las desapariciones corresponde a un «familiar ausente, cuya vida, verdad, y justicia, dependen de que haya otras personas para exigirla».